# Liga Nacional de Handebol Masculino
A Liga Nacional de Handebol Masculino é a principal competição de clubes de handebol do Brasil. Organizada pela Confederação Brasileira de Handebol (CBHb), teve sua primeira edição realizada em 1997. Durante um período de sua existência, por razões de patrocínio da Petrobrás, a competição chamava-se Liga Petrobrás de Handebol.

## História

### Formatos
Ao longo dos anos, a Liga Nacional de Handebol Masculino teve alguns formatos diferentes. Em suas primeiras edições, era disputada quase que exclusivamente por clubes das regiões Sudeste e Sul.
A partir da temporada 2013, a CBHb conseguiu ampliar a competição com a inclusão de clubes de outras regiões do país. Com isso, surgiu um novo formato feito de conferências regionais classificatórias até a grande final decidida em jogo único. Na primeira fase, os clubes jogavam dentro de suas conferências e os melhores avançavam para as fases seguintes já nacionalizadas e qualificatórias para a fase final.

### Hegemonia paulista
Nas dez primeiras edições da liga, houve uma ampla hegemônia da Metodista. Foram oito títulos em nove finais no período. Somente São Caetano e Londrina conseguiram quebrar essa hegemonia da equipe de São Bernardo do Campo na liga.
Nas seis temporadas seguintes, esse domínio passou para o Pinheiros, tendo vencido as cinco decisões que disputou, quatro delas de forma consecutiva. Somente o Londrina, novamente, quebrou essa sequência de títulos em 2008.
De 2013 em diante, Pinheiros e Handebol Taubaté disputaram a supremacia da liga, revezando nas conquistas: foram três para a equipe paulistana e outros sete para o time taubateano.

### Uma final sem clubes paulistas
O clube mineiro Praia Clube e o catarinense Nacional Handebol Clube protagonizaram uma final inédita, com ausência de clubes paulistas, e o time mineiro estreando na competição, obteve a façanha ser o primeiro do estado a sagrar-se campeão.

## Títulos

### Por equipe
| Clube                   | Títulos | Vices | Anos dos Títulos                                                                   | Anos em que foi vice                                   |
| ----------------------- | ------- | ----- | ---------------------------------------------------------------------------------- | ------------------------------------------------------ |
| Pinheiros               | 10      | 9     | 2007, 2009, 2010, 2011, 2012, 2015, 2017, 2018, 2020 (dividido com Taubate) e 2024 | 1997, 1998, 1999, 2001, 2005, 2014, 2016, 2019, e 2021 |
| Metodista               | 8       | 6     | 1997, 1998, 1999, 2000, 2001, 2002, 2004 e 2006                                    | 2003, 2008, 2010, 2011, 2012 e 2013                    |
| Handebol Taubaté        | 7       | 4     | 2013, 2014, 2016, 2019, 2020 (dividido com o Pinheiros), 2021 e 2022               | 2015, 2017, 2018 e 2024                                |
| ALE Londrina            | 2       | 4     | 2005 e 2008                                                                        | 2004, 2006, 2007 e 2009                                |
| São Caetano             | 1       | 2     | 2003                                                                               | 2000 e 2002                                            |
| Praia Clube             | 1       | 0     | 2023                                                                               | -                                                      |
| Nacional Handebol Clube | 0       | 1     | -                                                                                  | 2023                                                   |

1. ↑  A ADC Metodista é herdeira dos títulos da AAA Metodista.
2. ↑  A USCS São Caetano é herdeira dos títulos do Imes São Caetano.

### Por estado
| Estado       | Títulos | Vices |
| ------------ | ------- | ----- |
| São Paulo    | 25      | 22    |
| Paraná       | 2       | 4     |
| Minas Gerais | 1       | 0     |

## Sede das finais
A partir de 2013
| Ano  | Cidade                |
| ---- | --------------------- |
| 2013 | Anápolis              |
| 2014 | Aparecida             |
| 2015 | Taubaté               |
| 2016 | São Bernardo do Campo |
| 2017 | São Bernardo do Campo |
| 2018 | São Paulo             |
| 2019 | São Paulo             |
| 2020 | Arujá                 |
| 2021 | Arujá                 |
| 2022 | São José              |
| 2023 | Rio de Janeiro        |
| 2024 | Belo Horizonte        |